# Lista de episódios de Ghost Whisperer
Ghost Whisperer é uma série de televisão estadunidense, dos gêneros drama sobrenatural e fantasia, que foi transmitida pela CBS de 23 de setembro de 2005 a 21 de maio de 2010. A série é centrada em Melinda Gordon (Jennifer Love Hewitt), que possui a habilidade de se comunicar com pessoas mortas que ainda não fizeram a passagem para o mundo espiritual devido a pendências na Terra. Em 2011, todas as temporadas ficaram disponíveis para DVD. A série não foi renovada para uma sexta temporada, sendo cancelada pela CBS em 18 de maio de 2010.
Em 21 de maio de 2010, 107 episódios de "Ghost Whisperer" foram ao ar, concluindo a quinta temporada e finalizando a série.

## Resumo
| Temporada | Temporada | Episódios | Exibição original      | Exibição original  |
| Temporada | Temporada | Episódios | Estreia de temporada   | Final de temporada |
| --------- | --------- | --------- | ---------------------- | ------------------ |
|           | 1         | 22        | 23 de setembro de 2005 | 5 de maio de 2006  |
|           | 2         | 22        | 22 de setembro de 2006 | 11 de maio de 2007 |
|           | 3         | 18        | 28 de setembro de 2007 | 16 de maio de 2008 |
|           | 4         | 23        | 3 de outubro de 2008   | 15 de maio de 2009 |
|           | 5         | 22        | 25 de setembro de 2009 | 21 de maio de 2010 |

## Episódios

### 1ª temporada (2005–06)
| No. geral | No. | Título                        | Dirigido por       | Escrito por           | Exibição               | Audiência (milhões) |
| --------- | --- | ----------------------------- | ------------------ | --------------------- | ---------------------- | ------------------- |
| 1         | 1   | "Pilot"                       | John Gray          | John Gray             | 23 de setembro de 2005 | 11.25               |
| 2         | 2   | "The Crossing"                | Ron Lagomarsino    | Catherine Butterfield | 30 de setembro de 2005 | 10.87               |
| 3         | 3   | "Ghost, Interrupted"          | Ian Sander         | Jed Seidel            | 7 de outubro de 2005   | 11.07               |
| 4         | 4   | "Mended Hearts"               | John Gray          | John Gray             | 14 de outubro de 2005  | 9.99                |
| 5         | 5   | "Lost Boys"                   | Peter O'Fallon     | David Fallon          | 21 de outubro de 2005  | 10.55               |
| 6         | 6   | "Homecoming"                  | James Frawley      | Lois Johnson          | 28 de outubro de 2005  | 11.73               |
| 7         | 7   | "Hope and Mercy"              | Bill L. Norton     | John Wirth            | 4 de novembro de 2005  | 12.78               |
| 8         | 8   | "On the Wings of a Dove"      | Peter O'Fallon     | Catherine Butterfield | 11 de novembro de 2005 | 11.41               |
| 9         | 9   | "Voices"                      | Kevin Hooks        | John Belluso          | 18 de novembro de 2005 | 12.05               |
| 10        | 10  | "Ghost Bride"                 | Joanna Kerns       | Jed Seidel            | 25 de novembro de 2005 | 12.25               |
| 11        | 11  | "Shadow Boxer"                | Joanna Kerns       | Emily Fox             | 9 de dezembro de 2005  | 11.19               |
| 12        | 12  | "Undead Comic"                | Eric Laneuville    | Doug Prochilo         | 16 de dezembro de 2005 | 10.89               |
| 13        | 13  | "Friendly Neighborhood Ghost" | David Jones        | Lois Johnson          | 6 de janeiro de 2006   | 11.31               |
| 14        | 14  | "Last Execution"              | James Frawley      | David Fallon          | 13 de janeiro de 2006  | 10.92               |
| 15        | 15  | "Melinda's First Ghost"       | Peter Werner       | Catherine Butterfield | 27 de janeiro de 2006  | 11.62               |
| 16        | 16  | "Dead Man's Ridge"            | James Frawley      | John Gray             | 3 de fevereiro de 2006 | 10.62               |
| 17        | 17  | "Demon Child"                 | Eric Laneuville    | Jed Seidel            | 3 de março de 2006     | 12.40               |
| 18        | 18  | "Miss Fortune"                | James Chressanthis | Emily Fox             | 10 de março de 2006    | 10.34               |
| 19        | 19  | "Fury"                        | Peter Werner       | Rama Stagner          | 31 de março de 2006    | 10.22               |
| 20        | 20  | "The Vanishing"               | Ian Sander         | Catherine Butterfield | 7 de abril de 2006     | 10.05               |
| 21        | 21  | "Free Fall (Part 1)"          | John Gray          | John Gray             | 28 de abril de 2006    | 10.00               |
| 22        | 22  | "The One (Part 2)"            | John Gray          | John Gray             | 5 de maio de 2006      | 11.06               |

### 2ª temporada (2006–07)
| No. geral | No. | Título                                 | Dirigido por         | Escrito por                                           | Exibição                | Audiência (milhões) |
| --------- | --- | -------------------------------------- | -------------------- | ----------------------------------------------------- | ----------------------- | ------------------- |
| 23        | 1   | "Love Never Dies"                      | John Gray            | John Gray                                             | 22 de setembro de 2006  | 10.33               |
| 24        | 2   | "Love Still Won't Die"                 | John Gray            | John Gray                                             | 29 de setembro de 2006  | 9.73                |
| 25        | 3   | "Drowned Lives"                        | Ian Sander           | Jed Seidel                                            | 6 de outubro de 2006    | 9.77                |
| 26        | 4   | "The Ghost Within"                     | Frederick E. O. Toye | Lois Johnson                                          | 13 de outubro de 2006   | 10.18               |
| 27        | 5   | "A Grave Matter"                       | Eric Laneuville      | Catherine Butterfield                                 | 20 de outubro de 2006   | 10.27               |
| 28        | 6   | "The Woman of His Dreams"              | John F. Showalter    | Catherine Butterfield                                 | 27 de outubro de 2006   | 10.88               |
| 29        | 7   | "A Vicious Cycle"                      | Eric Laneuville      | Jeannine Renshaw                                      | 3 de novembro de 2006   | 11.12               |
| 30        | 8   | "The Night We Met"                     | Peter O'Fallon       | David Fallon                                          | 10 de novembro de 2006  | 11.46               |
| 31        | 9   | "The Curse of the Ninth"               | Peter Werner         | Breen Frazier                                         | 17 de novembro de 2006  | 10.13               |
| 32        | 10  | "Giving Up the Ghost"                  | Peter O'Fallon       | Jim Kouf                                              | 24 de novembro de 2006  | 10.57               |
| 33        | 11  | "Cat's Claw"                           | Victoria Hochberg    | Jim Kouf                                              | 15 de dezembro de 2006  | 9.66                |
| 34        | 12  | "Dead to Rights (aka. Dead Reckoning)" | Peter Werner         | Wendy Mericle                                         | 5 de janeiro de 2007    | 11.18               |
| 35        | 13  | "Déjà Boo"                             | Gloria Muzio         | Lois Johnson                                          | 12 de janeiro de 2007   | 10.44               |
| 36        | 14  | "Speed Demon"                          | James Frawley        | Alan Di Fiore                                         | 2 de fevereiro de 2007  | 10.66               |
| 37        | 15  | "Mean Ghost"                           | Ian Sander           | Jeannine Renshaw                                      | 9 de fevereiro de 2007  | 11.16               |
| 38        | 16  | "The Cradle Will Rock"                 | James Chressanthis   | Jed Seidel                                            | 16 de fevereiro de 2007 | 11.35               |
| 39        | 17  | "The Walk-In"                          | Eric Laneuville      | Breen Frazier                                         | 23 de fevereiro de 2007 | 9.54                |
| 40        | 18  | "Children of Ghosts"                   | Frederick E. O. Toye | Teddy Tenenbaum                                       | 30 de março de 2007     | 9.36                |
| 41        | 19  | "Delia's First Ghost"                  | Kim Moses            | Jeannine Renshaw                                      | 6 de abril de 2007      | 9.66                |
| 42        | 20  | "The Collector (Part 1)"               | Ian Sander           | História por: Melissa Jo PeltierRoteiro por: Jim Kouf | 27 de abril de 2007     | 9.20                |
| 43        | 21  | "The Prophet (Part 2)"                 | John Gray            | John Gray                                             | 4 de maio de 2007       | 9.25                |
| 44        | 22  | "The Gathering (Part 3)"               | John Gray            | John Gray                                             | 11 de maio de 2007      | 9.15                |

### 3ª temporada (2007–08)
| No. geral | No. | Título                         | Dirigido por         | Escrito por                       | Exibição               | Audiência (milhões) |
| --------- | --- | ------------------------------ | -------------------- | --------------------------------- | ---------------------- | ------------------- |
| 45        | 1   | "The Underneath"               | John Gray            | John Gray                         | 28 de setembro de 2007 | 8.72                |
| 46        | 2   | "Don't Try This at Home"       | Ian Sander           | Teddy Tenenbaum & Laurie McCarthy | 5 de outubro de 2007   | 8.91                |
| 47        | 3   | "Haunted Hero"                 | Eric Laneuville      | Breen Frazier & Karl Schaefer     | 12 de outubro de 2007  | 8.90                |
| 48        | 4   | "No Safe Place"                | Peter O'Fallon       | Jeannine Renshaw                  | 19 de outubro de 2007  | 8.95                |
| 49        | 5   | "Weight of What Was"           | Gloria Muzio         | P.K. Simonds                      | 26 de outubro de 2007  | 9.99                |
| 50        | 6   | "Double Exposure"              | Eric Laneuville      | Laurie McCarthy                   | 2 de novembro de 2007  | 9.18                |
| 51        | 7   | "Unhappy Medium"               | Frederick E. O. Toye | Breen Frazier                     | 9 de novembro de 2007  | 9.85                |
| 52        | 8   | "Bad Blood"                    | Peter Werner         | Teddy Tenenbaum                   | 16 de novembro de 2007 | 9.56                |
| 53        | 9   | "All Ghosts Lead to Grandview" | Frederick E. O. Toye | P.K. Simonds & Laurie McCarthy    | 23 de novembro de 2007 | 9.98                |
| 54        | 10  | "Holiday Spirit"               | Steven Robman        | Jeannine Renshaw                  | 14 de dezembro de 2007 | 9.80                |
| 55        | 11  | "Slam (a.k.a. Slambook)"       | Mark Rosman          | Karl Schaefer & Daniel Sinclair   | 11 de janeiro de 2008  | 9.86                |
| 56        | 12  | "First Do No Harm"             | Ian Sander           | John Gray                         | 18 de janeiro de 2008  | 9.91                |
| 57        | 13  | "Home But Not Alone"           | Eric Laneuville      | P.K. Simonds & Laurie McCarthy    | 4 de abril de 2008     | 9.06                |
| 58        | 14  | "The Grave Sitter"             | Frederick E. O. Toye | John Gray                         | 11 de abril de 2008    | 8.55                |
| 59        | 15  | "Horror Show"                  | Ian Sander           | Jeannine Renshaw                  | 25 de abril de 2008    | 8.98                |
| 60        | 16  | "Deadbeat Dads"                | Gloria Muzio         | Mark B. Perry                     | 2 de maio de 2008      | 9.21                |
| 61        | 17  | "Stranglehold (Part 1)"        | Eric Laneuville      | Laurie McCarthy & P.K. Simonds    | 9 de maio de 2008      | 8.78                |
| 62        | 18  | "Pater Familias (Part 2)"      | John Gray            | John Gray                         | 16 de maio de 2008     | 8.44                |

### 4ª temporada (2008–09)
| No. geral | No. | Título                          | Dirigido por         | Escrito por                         | Exibição                | Audiência (milhões) |
| --------- | --- | ------------------------------- | -------------------- | ----------------------------------- | ----------------------- | ------------------- |
| 63        | 1   | "Firestarter"                   | Eric Laneuville      | P.K. Simonds                        | 3 de outubro de 2008    | 9.44                |
| 64        | 2   | "Big Chills"                    | Peter Werner         | Laurie McCarthy                     | 10 de outubro de 2008   | 9.69                |
| 65        | 3   | "Ghost in the Machine"          | Steven Robman        | Jeannine Renshaw                    | 17 de outubro de 2008   | 8.97                |
| 66        | 4   | "Save Our Souls"                | Gloria Muzio         | Mark B. Perry                       | 24 de outubro de 2008   | 10.14               |
| 67        | 5   | "Bloodline"                     | Ian Sander           | Melissa Blake & Joy Blake           | 31 de outubro de 2008   | 9.40                |
| 68        | 6   | "Imaginary Friends and Enemies" | Eric Laneuville      | Vivian Lee                          | 7 de novembro de 2008   | 11.06               |
| 69        | 7   | "Threshold"                     | John Gray            | John Gray                           | 14 de novembro de 2008  | 11.57               |
| 70        | 8   | "Heart & Soul"                  | Ian Sander           | Mark B. Perry & P.K. Simonds        | 21 de novembro de 2008  | 11.28               |
| 71        | 9   | "Pieces of You"                 | Jim Chressanthis     | Laurie McCarthy                     | 5 de dezembro de 2008   | 9.71                |
| 72        | 10  | "Ball & Chain"                  | Eric Laneuville      | Christina M. Kim & Jeannine Renshaw | 19 de dezembro de 2008  | 10.18               |
| 73        | 11  | "Life on the Line"              | Eric Laneuville      | Christina M. Kim & Jeannine Renshaw | 9 de janeiro de 2009    | 10.64               |
| 74        | 12  | "This Joint's Haunted"          | Mark Rosman          | Mark B. Perry                       | 16 de janeiro de 2009   | 10.58               |
| 75        | 13  | "Body of Water"                 | Jennifer Love Hewitt | P.K. Simonds & Laurie McCarthy      | 23 de janeiro de 2009   | 11.18               |
| 76        | 14  | "Slow Burn"                     | Steven Robman        | Jeannine Renshaw                    | 6 de fevereiro de 2009  | 11.41               |
| 77        | 15  | "Greek Tragedy"                 | Karen Gaviola        | Christina M. Kim                    | 13 de fevereiro de 2009 | 10.30               |
| 78        | 16  | "Ghost Busted"                  | John Behring         | Mark B. Perry & P.K. Simonds        | 27 de fevereiro de 2009 | 11.54               |
| 79        | 17  | "Delusions of Grandview"        | Jefery Levy          | Laurie McCarthy & Mark B. Perry     | 6 de março de 2009      | 11.09               |
| 80        | 18  | "Leap of Faith"                 | Ian Sander           | P.K. Simonds & Laurie McCarthy      | 13 de março de 2009     | 10.58               |
| 81        | 19  | "Thrilled to Death"             | Gloria Muzio         | Laurie McCarthy & Jeannine Renshaw  | 10 de abril de 2009     | 10.08               |
| 82        | 20  | "Stage Fright"                  | Eric Laneuville      | Mark B. Perry                       | 24 de abril de 2009     | 9.23                |
| 83        | 21  | "Cursed"                        | Kim Moses            | Laurie McCarthy                     | 1 de maio de 2009       | 9.79                |
| 84        | 22  | "Endless Love"                  | Ian Sander           | P.K. Simonds                        | 8 de maio de 2009       | 9.50                |
| 85        | 23  | "The Book of Changes"           | John Gray            | John Gray                           | 15 de maio de 2009      | 9.15                |

### 5ª temporada (2009–10)
| No. geral | No. | Título                       | Dirigido por         | Escrito por                          | Exibição               | Audiência (milhões) |
| --------- | --- | ---------------------------- | -------------------- | ------------------------------------ | ---------------------- | ------------------- |
| 86        | 1   | "Birthday Presence"          | Jennifer Love Hewitt | P.K. Simonds & Laurie McCarthy       | 25 de setembro de 2009 | 8.76                |
| 87        | 2   | "See No Evil"                | Eric Laneuville      | Jeannine Renshaw                     | 2 de outubro de 2009   | 7.62                |
| 88        | 3   | "Till Death Do Us Start"     | Gloria Muzio         | Mark B. Perry                        | 9 de outubro de 2009   | 8.78                |
| 89        | 4   | "Do Over"                    | John Gray            | John Gray                            | 16 de outubro de 2009  | 8.05                |
| 90        | 5   | "Cause for Alarm"            | Ian Sander           | Melissa Blake & Joy Blake            | 23 de outubro de 2009  | 8.59                |
| 91        | 6   | "Head Over Heels"            | Steven Robman        | Laurie McCarthy & Stephanie SenGupta | 30 de outubro de 2009  | 8.29                |
| 92        | 7   | "Devil's Bargain"            | James Chressanthis   | P.K. Simonds & Mark B. Perry         | 6 de novembro de 2009  | 7.99                |
| 93        | 8   | "Dead Listing"               | Peter Werner         | Laurie McCarthy & Mark B. Perry      | 13 de novembro de 2009 | 8.06                |
| 94        | 9   | "Lost in the Shadows"        | Kim Moses            | P.K. Simonds & Laurie McCarthy       | 20 de novembro de 2009 | 8.42                |
| 95        | 10  | "Excessive Forces"           | Kenny Leon           | Stephanie SenGupta                   | 4 de dezembro de 2009  | 8.18                |
| 96        | 11  | "Dead Air"                   | Gloria Muzio         | Laurie McCarthy & Marc B. Perry      | 8 de janeiro de 2010   | 9.00                |
| 97        | 12  | "Blessings in Disguise"      | Jan Eliasberg        | Jeannine Renshaw & Ben Chaney        | 15 de janeiro de 2010  | 8.61                |
| 98        | 13  | "Living Nightmare"           | Ian Sander           | P.K. Simonds                         | 29 de janeiro de 2010  | 8.61                |
| 99        | 14  | "Dead to Me"                 | Ralph Hemecker       | Pam Norris                           | 5 de fevereiro de 2010 | 8.73                |
| 100       | 15  | "Implosion"                  | Jennifer Love Hewitt | John Gray                            | 5 de março de 2010     | 7.35                |
| 101       | 16  | "Old Sins Cast Long Shadows" | Jefery Levy          | Mark B. Perry                        | 12 de março de 2010    | 7.22                |
| 102       | 17  | "On Thin Ice"                | Ian Sander           | Melissa Blake & Joy Blake            | 2 de abril de 2010     | 5.96                |
| 103       | 18  | "Dead Eye"                   | John Behring         | P.K. Simonds & Laurie McCarthy       | 9 de abril de 2010     | 6.55                |
| 104       | 19  | "Lethal Combination"         | Kim Moses            | Stephanie SenGupta & Steve Gottfried | 30 de abril de 2010    | 6.57                |
| 105       | 20  | "Blood Money"                | Eric Laneuville      | P.K. Simonds & Laurie McCarthy       | 7 de maio de 2010      | 6.46                |
| 106       | 21  | "Dead Ringer"                | Ian Sander           | Mark B. Perry & Stephanie SenGupta   | 14 de maio de 2010     | 6.48                |
| 107       | 22  | "The Children's Parade"      | John Gray            | John Gray                            | 21 de maio de 2010     | 6.83                |

## Webisódios

### The Other Side
| No. geral | No. | Título       | Dirigido por | Escrito por | Exibição Original   |
| --------- | --- | ------------ | --- | --- | ------------------- |
| 1         | 1   | "Webisode 1" | data-sort-value="" style="background: #DDF; color: #2C2C2C; vertical-align: middle; text-align: center; " class="no table-no2" \| ASA | data-sort-value="" style="background: #DDF; color: #2C2C2C; vertical-align: middle; text-align: center; " class="no table-no2" \| ASA | 30 de março de 2007 |
| 2         | 2   | "Webisode 2" | data-sort-value="" style="background: #DDF; color: #2C2C2C; vertical-align: middle; text-align: center; " class="no table-no2" \| ASA | Kim Moses | 6 de abril de 2007  |
| 3         | 3   | "Webisode 3" | data-sort-value="" style="background: #DDF; color: #2C2C2C; vertical-align: middle; text-align: center; " class="no table-no2" \| ASA | Kim Moses | 13 de abril de 2007 |
| 4         | 4   | "Webisode 4" | data-sort-value="" style="background: #DDF; color: #2C2C2C; vertical-align: middle; text-align: center; " class="no table-no2" \| ASA | Kim Moses | 20 de abril de 2007 |
| 5         | 5   | "Webisode 5" | data-sort-value="" style="background: #DDF; color: #2C2C2C; vertical-align: middle; text-align: center; " class="no table-no2" \| ASA | Kim Moses | 27 de abril de 2007 |
| 6         | 6   | "Webisode 6" | data-sort-value="" style="background: #DDF; color: #2C2C2C; vertical-align: middle; text-align: center; " class="no table-no2" \| ASA | Kim Moses | 4 de maio de 2007   |
| 7         | 7   | "Webisode 7" | data-sort-value="" style="background: #DDF; color: #2C2C2C; vertical-align: middle; text-align: center; " class="no table-no2" \| ASA | Kim Moses | 11 de maio de 2007  |
| 8         | 8   | "Webisode 8" | data-sort-value="" style="background: #DDF; color: #2C2C2C; vertical-align: middle; text-align: center; " class="no table-no2" \| ASA | Kim Moses | 18 de maio de 2007  |

### The Other Side II
| No. geral | No. | Título       | Dirigido por | Escrito por | Exibição Original       |
| --------- | --- | ------------ | --- | ----------- | ----------------------- |
| 9         | 1   | "Webisode 1" | data-sort-value="" style="background: #DDF; color: #2C2C2C; vertical-align: middle; text-align: center; " class="no table-no2" \| ASA | Kim Moses   | 18 de janeiro de 2008   |
| 10        | 2   | "Webisode 2" | data-sort-value="" style="background: #DDF; color: #2C2C2C; vertical-align: middle; text-align: center; " class="no table-no2" \| ASA | Kim Moses   | 25 de janeiro de 2008   |
| 11        | 3   | "Webisode 3" | data-sort-value="" style="background: #DDF; color: #2C2C2C; vertical-align: middle; text-align: center; " class="no table-no2" \| ASA | Kim Moses   | 1 de fevereiro de 2008  |
| 12        | 4   | "Webisode 4" | data-sort-value="" style="background: #DDF; color: #2C2C2C; vertical-align: middle; text-align: center; " class="no table-no2" \| ASA | Kim Moses   | 8 de fevereiro de 2008  |
| 13        | 5   | "Webisode 5" | data-sort-value="" style="background: #DDF; color: #2C2C2C; vertical-align: middle; text-align: center; " class="no table-no2" \| ASA | Kim Moses   | 15 de fevereiro de 2008 |
| 14        | 6   | "Webisode 6" | data-sort-value="" style="background: #DDF; color: #2C2C2C; vertical-align: middle; text-align: center; " class="no table-no2" \| ASA | Kim Moses   | 22 de fevereiro de 2008 |
| 15        | 7   | "Webisode 7" | data-sort-value="" style="background: #DDF; color: #2C2C2C; vertical-align: middle; text-align: center; " class="no table-no2" \| ASA | Kim Moses   | 29 de fevereiro de 2008 |
| 16        | 8   | "Webisode 8" | data-sort-value="" style="background: #DDF; color: #2C2C2C; vertical-align: middle; text-align: center; " class="no table-no2" \| ASA | Kim Moses   | 7 de março de 2008      |

### The Other Side III
| No. geral | No. | Título                   | Dirigido por | Escrito por | Exibição Original   |
| --------- | --- | ------------------------ | --- | ----------- | ------------------- |
| 17        | 1   | "The Haunting"           | data-sort-value="" style="background: #DDF; color: #2C2C2C; vertical-align: middle; text-align: center; " class="no table-no2" \| ASA | Kim Moses   | 13 de março de 2009 |
| 18        | 2   | "Is Your House Haunted?" | data-sort-value="" style="background: #DDF; color: #2C2C2C; vertical-align: middle; text-align: center; " class="no table-no2" \| ASA | Kim Moses   | 20 de março de 2009 |
| 19        | 3   | "Fright Night"           | data-sort-value="" style="background: #DDF; color: #2C2C2C; vertical-align: middle; text-align: center; " class="no table-no2" \| ASA | Kim Moses   | 27 de março de 2009 |
| 20        | 4   | "Ghost Rider"            | data-sort-value="" style="background: #DDF; color: #2C2C2C; vertical-align: middle; text-align: center; " class="no table-no2" \| ASA | Kim Moses   | 3 de abril de 2009  |
| 21        | 5   | "Beyond the Grave"       | data-sort-value="" style="background: #DDF; color: #2C2C2C; vertical-align: middle; text-align: center; " class="no table-no2" \| ASA | Kim Moses   | 10 de abril de 2009 |
| 22        | 6   | "Romancing the Ghost"    | data-sort-value="" style="background: #DDF; color: #2C2C2C; vertical-align: middle; text-align: center; " class="no table-no2" \| ASA | Kim Moses   | 17 de abril de 2009 |
| 23        | 7   | "Spirit Awakening"       | data-sort-value="" style="background: #DDF; color: #2C2C2C; vertical-align: middle; text-align: center; " class="no table-no2" \| ASA | Kim Moses   | 23 de abril de 2009 |
| 24        | 8   | "Death Do Us Part"       | data-sort-value="" style="background: #DDF; color: #2C2C2C; vertical-align: middle; text-align: center; " class="no table-no2" \| ASA | Kim Moses   | 1 de maio de 2009   |

### The Other Side IV
| No. geral | No. | Título      | Dirigido por | Escrito por | Exibição Original   |
| --------- | --- | ----------- | --- | ----------- | ------------------- |
| 25        | 1   | "Episode 1" | data-sort-value="" style="background: #DDF; color: #2C2C2C; vertical-align: middle; text-align: center; " class="no table-no2" \| ASA | Kim Moses   | 9 de abril de 2010  |
| 26        | 2   | "Episode 2" | data-sort-value="" style="background: #DDF; color: #2C2C2C; vertical-align: middle; text-align: center; " class="no table-no2" \| ASA | Kim Moses   | 16 de abril de 2010 |
| 27        | 3   | "Episode 3" | data-sort-value="" style="background: #DDF; color: #2C2C2C; vertical-align: middle; text-align: center; " class="no table-no2" \| ASA | Kim Moses   | 16 de abril de 2010 |
| 28        | 4   | "Episode 4" | data-sort-value="" style="background: #DDF; color: #2C2C2C; vertical-align: middle; text-align: center; " class="no table-no2" \| ASA | Kim Moses   | 23 de abril de 2010 |
| 29        | 5   | "Episode 5" | data-sort-value="" style="background: #DDF; color: #2C2C2C; vertical-align: middle; text-align: center; " class="no table-no2" \| ASA | Kim Moses   | 30 de abril de 2010 |
| 30        | 6   | "Episode 6" | data-sort-value="" style="background: #DDF; color: #2C2C2C; vertical-align: middle; text-align: center; " class="no table-no2" \| ASA | Kim Moses   | 7 de maio de 2010   |
| 31        | 7   | "Episode 7" | data-sort-value="" style="background: #DDF; color: #2C2C2C; vertical-align: middle; text-align: center; " class="no table-no2" \| ASA | Kim Moses   | 14 de maio de 2010  |
| 32        | 8   | "Episode 8" | data-sort-value="" style="background: #DDF; color: #2C2C2C; vertical-align: middle; text-align: center; " class="no table-no2" \| ASA | Kim Moses   | 21 de maio de 2010  |
| 33        | 9   | "Episode 9" | data-sort-value="" style="background: #DDF; color: #2C2C2C; vertical-align: middle; text-align: center; " class="no table-no2" \| ASA | Kim Moses   | 28 de maio de 2010  |